# باولا إيفان
باولا إيفان (بالرومانية: Paula Ivan)‏ هي عدائة المسافات المتوسطة رومانية، ولدت في 20 يوليو 1963 في Herăști ‏ في رومانيا. أبرز إنجازاتها هو فوزها بالميدالية الذهبية في سباق 1500 متر في دورة الألعاب الأولمبية الصيفية 1988 في سيئول، وفازت بالميدالية الفضية في سباق 3000 متر بنفس الدورة، في سنة 1988 كانت قد حطمت الرقم القياسي العالمي في سباق 3000 متر بزمن 8:27.15 دقيقة، قبل أن يتم تحطيمه بعد عام من قبل العدائة الكندية أنجيلا تشالمرز. أما أفضل رقم لها في سباق 1500 متر هو 3:53.96 دقيقة وألذي سجتله في دورة الألعاب الأولمبية في سيئول في سنة 1988.

## وصلات خارجية
- باولا إيفان على موقع الاتحاد الدولي لألعاب القوى (الإنجليزية)
- باولا إيفان على موقع اللجنة الأولمبية الدولية (الإنجليزية)
- باولا إيفان على موقع أوليمبيديا (الإنجليزية)
- باولا إيفان على موقع اللجنة الأولمبية الرومانية (الرومانية)